# Opéra de Lausanne

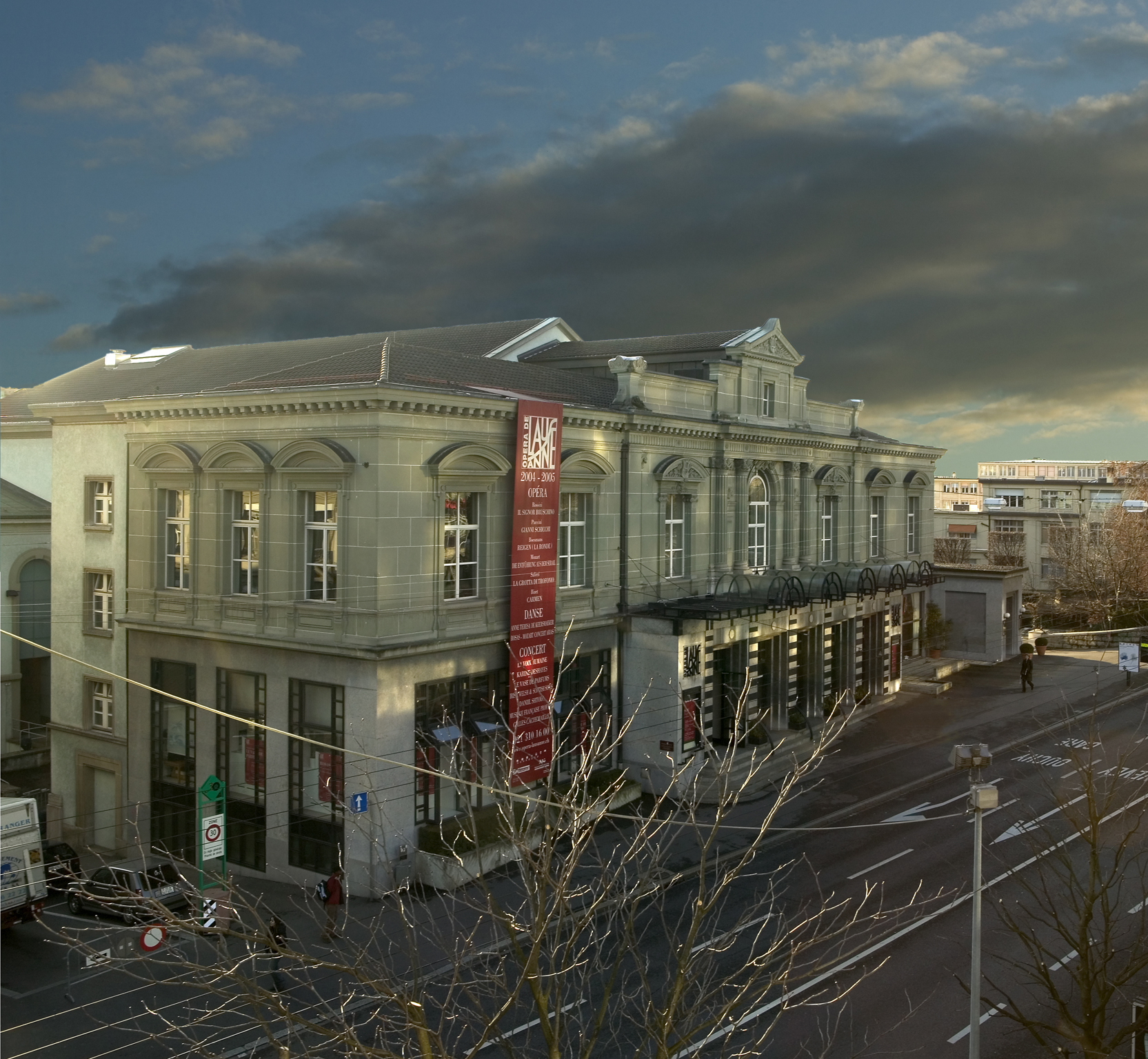
Opéra de Lausanne

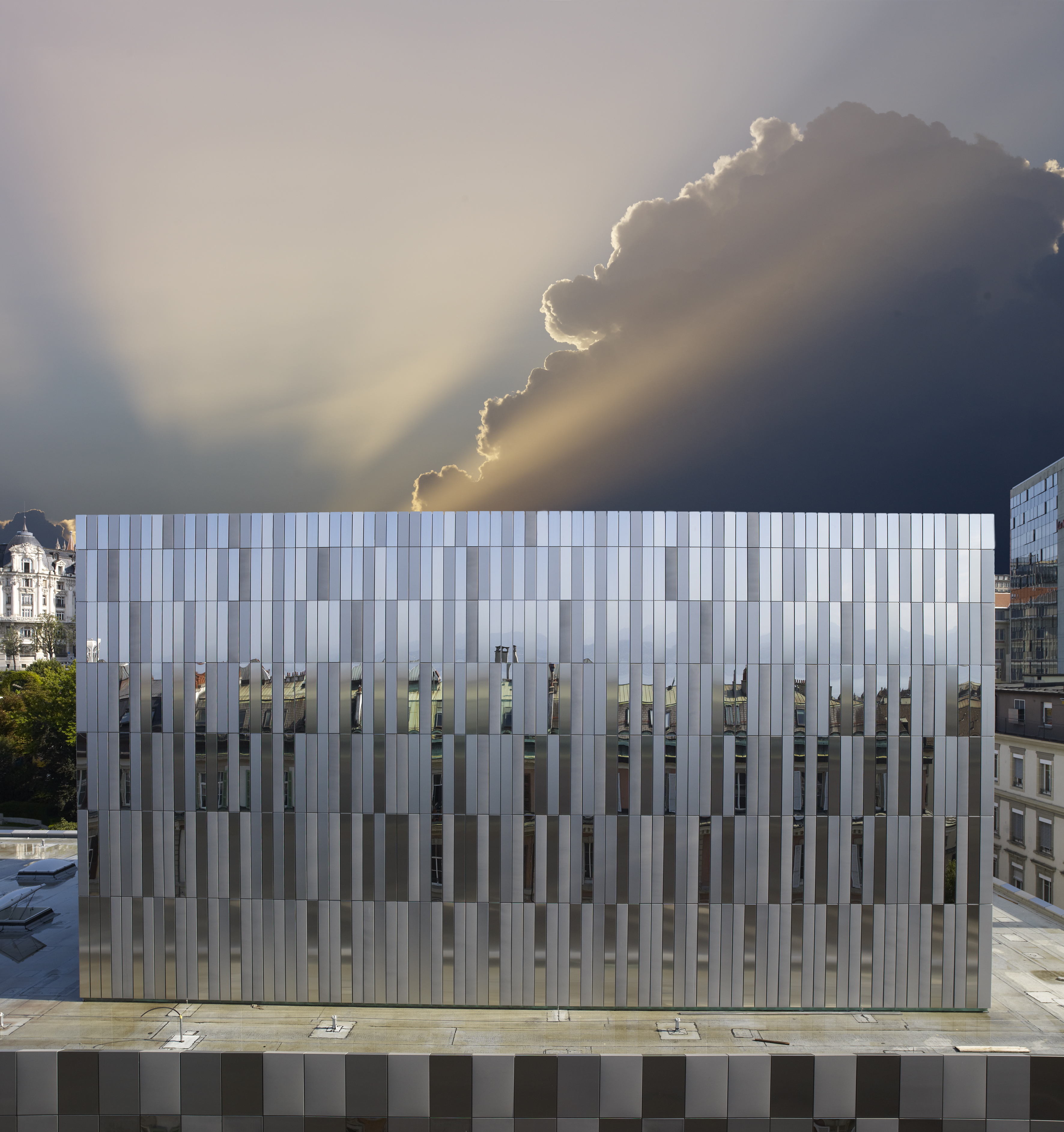
Rückseite mit dem neuen Bühnenhaus

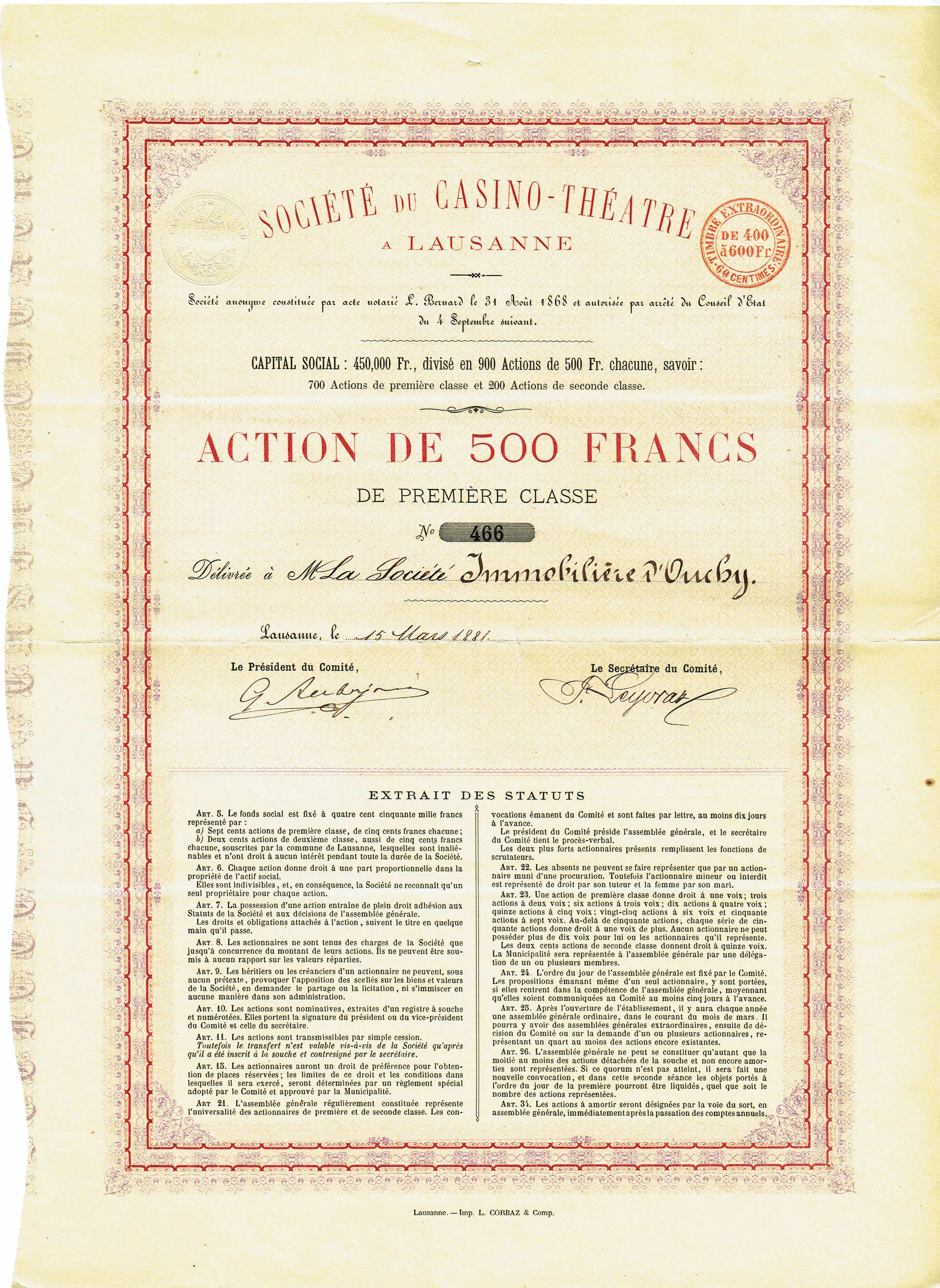
Aktie der Soc. du Casino-Théâtre a Lausanne vom 15. März 1881

Die Opéra de Lausanne ist ein städtisches Opernhaus in Lausanne im Schweizer Kanton Waadt. Die Opéra de Lausanne präsentiert neben Opernaufführungen auch Ballettabende und philharmonische Konzerte.

## Gebäude
Das 1869–1871 nach Plänen von Jules Verrey für die Société du Casino-Théâtre errichtete Casino-Théâtre de Lausanne (auch Théâtre de Georgette) wurde am 10. Mai 1871 eröffnet. In den Jahren 1931/1932 wurde es von Charles Thévenaz völlig umgebaut, wobei nur die Außenmauern des Theaters erhalten blieben; der Zuschauerraum des jetzt Théâtre municipal genannten Theaters wurde dabei von 600 auf 1101 Sitzplätze erweitert. 1975–1976 wurde die Bühne modernisiert; die Platzanzahl wurde auf 960 reduziert. 2007 musste das Theater aus Brandschutzgründen geschlossen werden und konnte nach grundlegenden Umbauten und Erweiterungen (u. a. mit einem völlig neuen Bühnenhaus) erst im Oktober 2012 wieder eröffnet werden. Der Zuschauerraum hat heute 738 Sitzplätze.

## Leitung
(seit 1932)
- 1932–1959: Jacques Béranger
- 1959–1969: Manuel Roth und Charles Apothéloz
- 1969–1979: Manuel Roth
- 1979–1983: Albert Linder, Jean Bezmann und Franck Jotterand
- 1983–1995: Renée Auphan
- 1995–1999: Dominique Meyer
- 1999–2005: François-Xavier Hauville
- seit 2005: Eric Vigié